# L'Imposture (film, 2010)
Pour l’article homonyme, voir L'Imposture.
Pour plus de détails, voir Fiche technique et Distribution.
L'Imposture est un documentaire québécois abordant le sujet de la prostitution au Québec. Réalisé en 2010 par Ève Lamont, le sujet nous apporte dans l'obscure du Québec et les dilemmes que ceux-ci peuvent apporter[pas clair]. Il montre certains défauts du système ainsi que la violence que ces femmes ont vécu, autant physique que psychologique.

## Synopsis
Le film raconte en profondeur la vie d'anciennes prostituées au Québec. Lors du visionnage nous pouvons entendre des témoignages qui font monter les larmes aux yeux et bien d'autres[pas clair]. Nous entrons pleinement dans leurs vies, dans leurs souvenirs et nous comprenons l'enjeu que ce mode de vie apporte sur ces filles, souvent très jeunes, lors de leurs débuts dans les rues.

## Fiche technique
- Réalisation : Ève Lamont
- Pays de production : Canada
- Langue originale : Français
- Genre : Documentaire
- Durée : 93 minutes
- Année de sortie : 2010

## Biographie
Ève Lamont est une réalisatrice, scénariste et cinéaste québécoise talentueuse, ainsi que directrice photo et cadreuse. Elle fait partie des fondatrices de Réalisatrices équitables avec Isabelle Hayeur et Marquise Lepage. Elle a aussi été désignée comme « Femme de mérite » par la Fondation du Y des femmes en 2017. Ses films sont appréciés par le public et ont été diffusés dans de nombreux cinémas, dans des festivals, à la télévision et des institutions scolaires.